# Parafia św. Stanisława BM w Białej
Parafia Świętego Stanisława Biskupa Męczennika w Białej – parafia rzymskokatolicka w Białej. Należy do dekanatu Miedźno w archidiecezji częstochowskiej.

## Historia
Została utworzona 10 maja 1407 roku. Erygował ją biskup krakowski – Piotr Wysz Radoliński – wydzielając ją z parafii Kłobuck. Uposażenie dla parafii nadał miejscowy dziedzic Abel Biel herbu Ostoja. Od 1946 parafię prowadzą księża salezjanie. 
Kościół drewniany wybudowano w 1407. Dotrwał do 1713, kiedy to staraniem proboszcza Adama Kobyłkiewicza wybudowano nowy, także drewniany, który został konsekrowany 26 listopada 1746 przez biskupa krakowskiego Michała Kunickiego. Był restaurowany kosztem parafian w latach 1875 i 1946. Spłonął w pożarze 20 października 1962. Kolejny kościół zbudowano staraniem proboszcza Kazimierza Puczyńskiego. Zewnętrzny wystrój zaprojektował arch. Marian Witek i Stanisław Woch, natomiast wewnętrzny – prof. dr Maciej Makarewicz i artysta plastyk Ryszard Krajewski (wystrój kaplicy NMP Częstochowskiej, znajdującej się w kościele).
Od 1973 pracami przy budowie i wyposażeniu kościoła kierował ks. Henryk Maternia. W październiku 1974 rozpoczęto budowę nowej plebanii. Poświęcono ją cztery lata później, 14 października. W czasie, kiedy parafią administrował ks. Zdzisław Gorczewski – w 1989 – odmalowano wnętrze kościoła i dano zewnętrzne tynki. Zakrystię wyposażono w meble staraniem ks. Tadeusza Winnickiego, a w 1993 zbudowano ogrodzenie kościoła. Następnie, w 1995 wybrukowano kostką brukową plac przykościelny, natomiast cztery lata później wyłożono kostką alejkę na cmentarzu parafialnym.
W roku 2000 wykonano brukowy chodnik procesyjny wokół kościoła. Natomiast w Nowej Wsi wzniesiono jubileuszowy krzyż, a w kościele filialnym św. Marii Magdaleny w Żabińcu wstawiono nowe drzwi, zbudowano chodnik, i ogrodzono plac przykościelny.
W latach 2003–2006, za proboszcza Jacka Bałemby, dokonano szeregu ważnych inwestycji w kościele parafialnym oraz w kaplicach w Nowej Wsi i Żabińcu: wykonano ambonkę i balustrady w kościele w Białej, ołtarz polowy i nagłośnienie w Żabińcu. Wyremontowano kaplicę w Nowej Wsi, zakupiono i zainstalowano nowe tabernakulum dla przechowywania Najświętszego Sakramentu w tejże kaplicy itd.
Poświęcił go rytem zwykłym biskup Stefan Bareła 13 października 1968, a uroczystym, 14 września 2007, arcybiskup Stanisław Nowak.
Z terenu parafii wydzielono inne parafie:
- parafia NMP Wspomożycielki Wiernych w Kamyku – 1955
- parafia Niepokalanego Serca NMP w Czarnym Lesie – 1988

## Proboszczowie
Od roku 1925 parafią zarządzali następujący proboszczowie:
- ks. Władysław Smolarkiewicz (1925–1938)
- ks. Stanisław Ciszewski (1938–1946)
- ks. Józef Lichota SDB (1946–1958)
- ks. Maksymilian Szorek SDB (1958–1966)
- ks. Kazimierz Puczyński SDB (1966–1973)
- ks. Tomasz Gliwa SDB (1973–1982)
- ks. Zdzisław Gorczewski SDB (1982–1991)
- ks. Tadeusz Winnicki SDB (1991–2000)
- ks. Stanisław Madej SDB (2000–2003)
- ks. Jacek Bałemba SDB (2003–2006)
- ks. Mirosław Porucznik SDB (2006-2015)
- ks. Marek Cerkowniak SDB (2015-2018)
- ks. Sławomir Szymański SDB (od 2018)

## Świątynie
W parafii znajdują się następujące świątynie:
- kościół św. Stanisława BM w Białej (parafialny)
- kościół św. Marii Magdaleny w Żabińcu (Częstochowa) (filialny)
- kaplica Trójcy Przenajświętszej na Kopcu
- kaplica NMP Bolesnej w Nowej Wsi